# Estadio City Light
El City Light Stadium también llamado Okayama Prefectural Athletics Stadium (entre 2003 y 2010 Momotaro Stadium, y entre 2010 y 2015 Kanko Stadium), es un estadio atlético ubicado en la ciudad de Okayama, en la Prefectura del mismo nombre, en Japón. El estadio fue inaugurado en 1957 y remodelado en 2013, posee una capacidad para 20 000 espectadores, el club de fútbol Fagiano Okayama disputa aquí sus partidos de la Japan Football League.

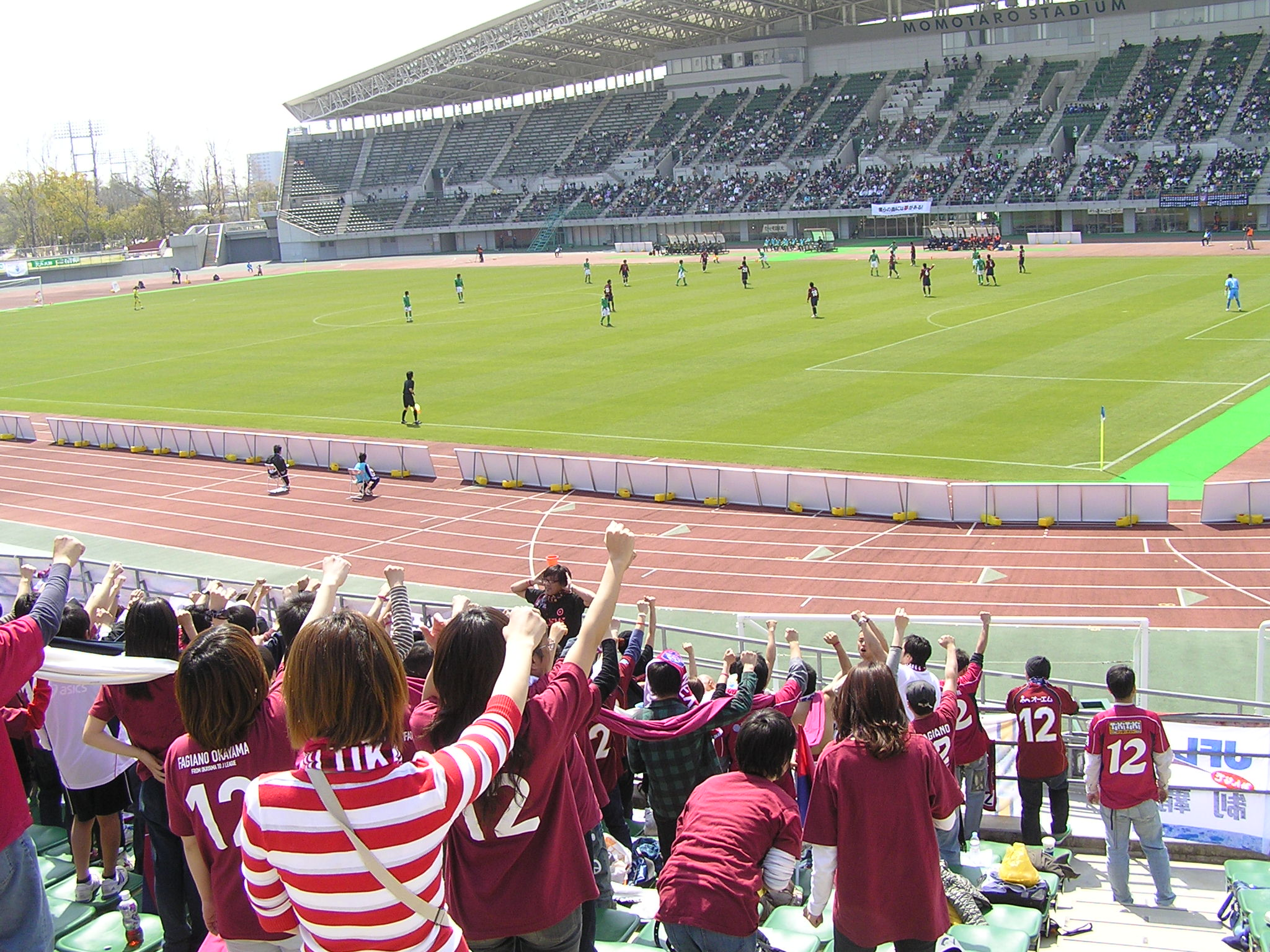
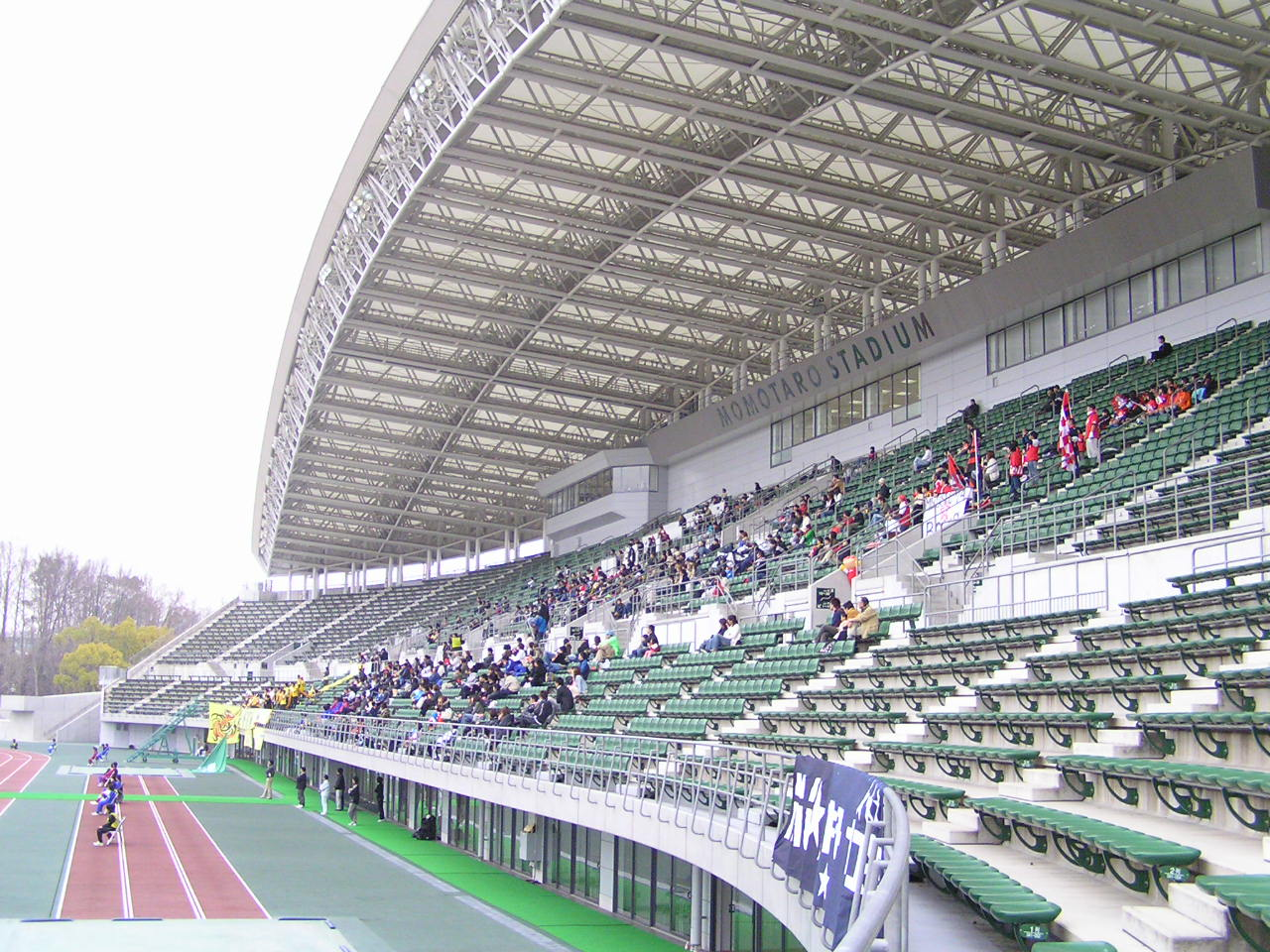